# Бандурівські ставки
Банду́рівські ставки́ — орнітологічний заказник загальнодержавного значення в Україні. Розташований у межах Гайворонського району Кіровоградської області, біля села Бандурове. 
Площа 385,6 га. Створена згідно з Указом Президента України від 29.11.1994 року. 
Природоохоронний статус надано з метою охорони та збереження природного комплексу трьох ставків, що на річці Яланець. У високотравних водно-болотних заростях гніздиться багато видів водоплавних і прибережних птахів, зокрема: чапля сіра, чапля руда, гуска сіра, лиска, очеретянка лучна, синиця вусата, фазан звичайний.

## Галерея

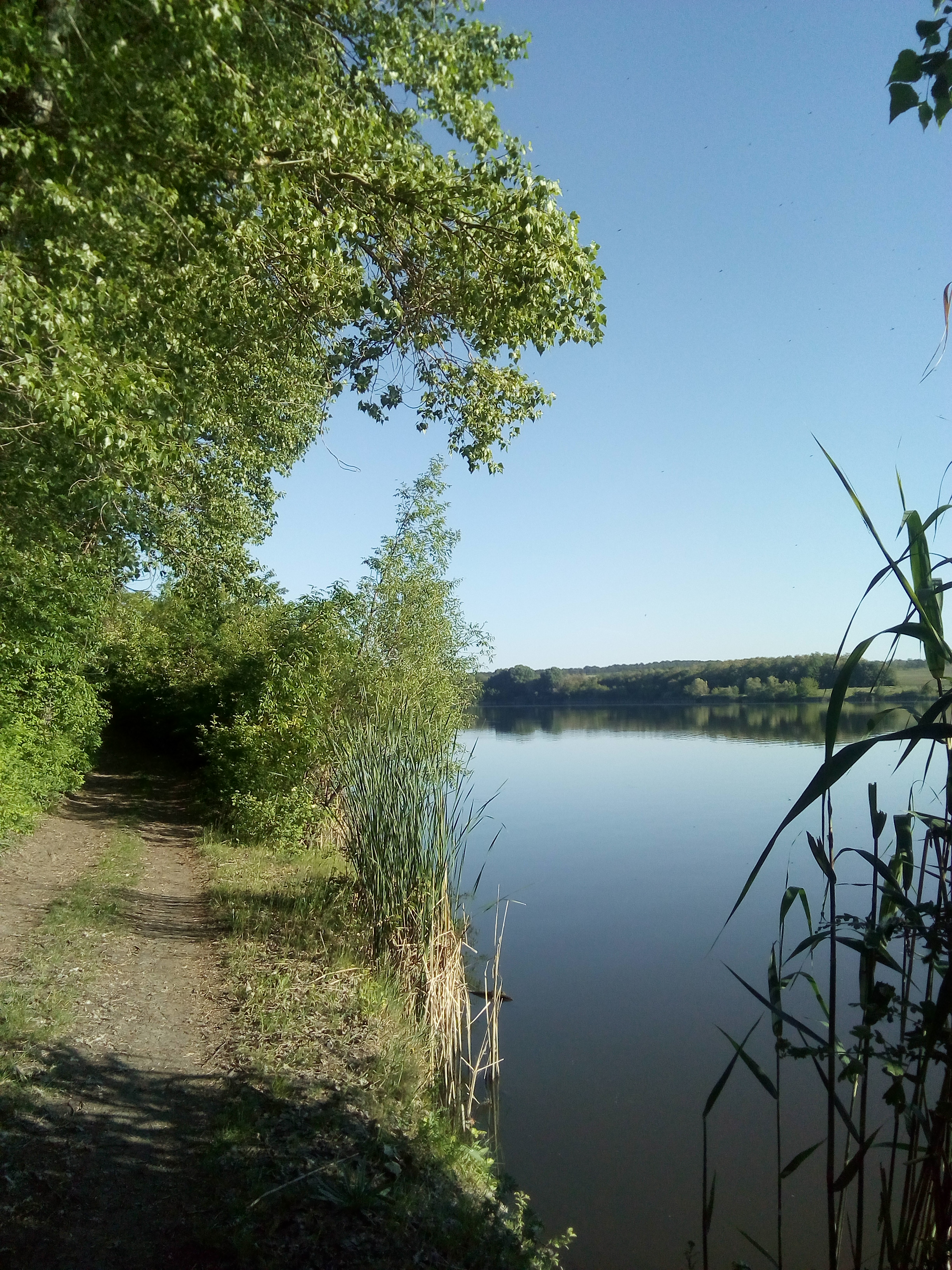
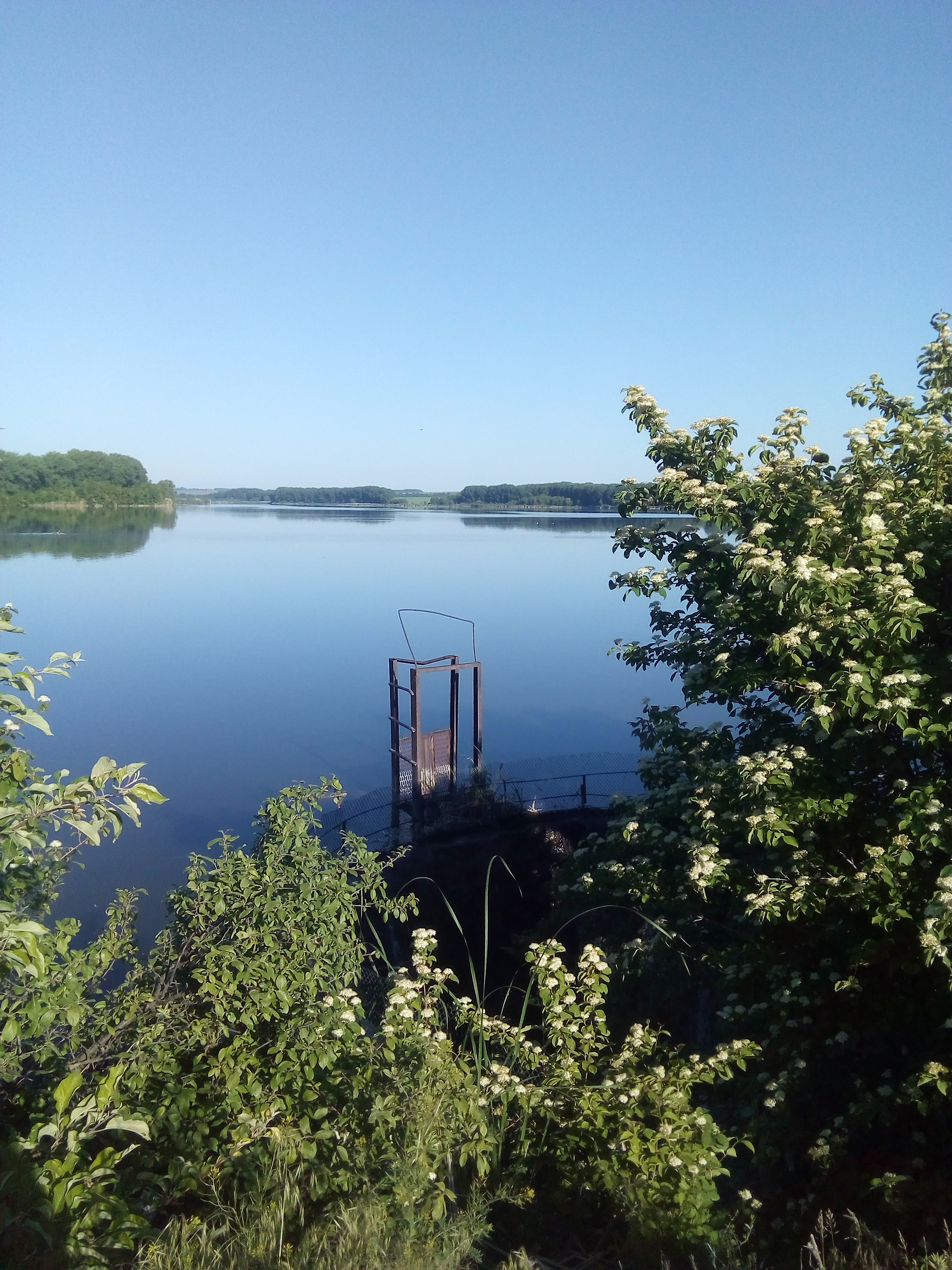
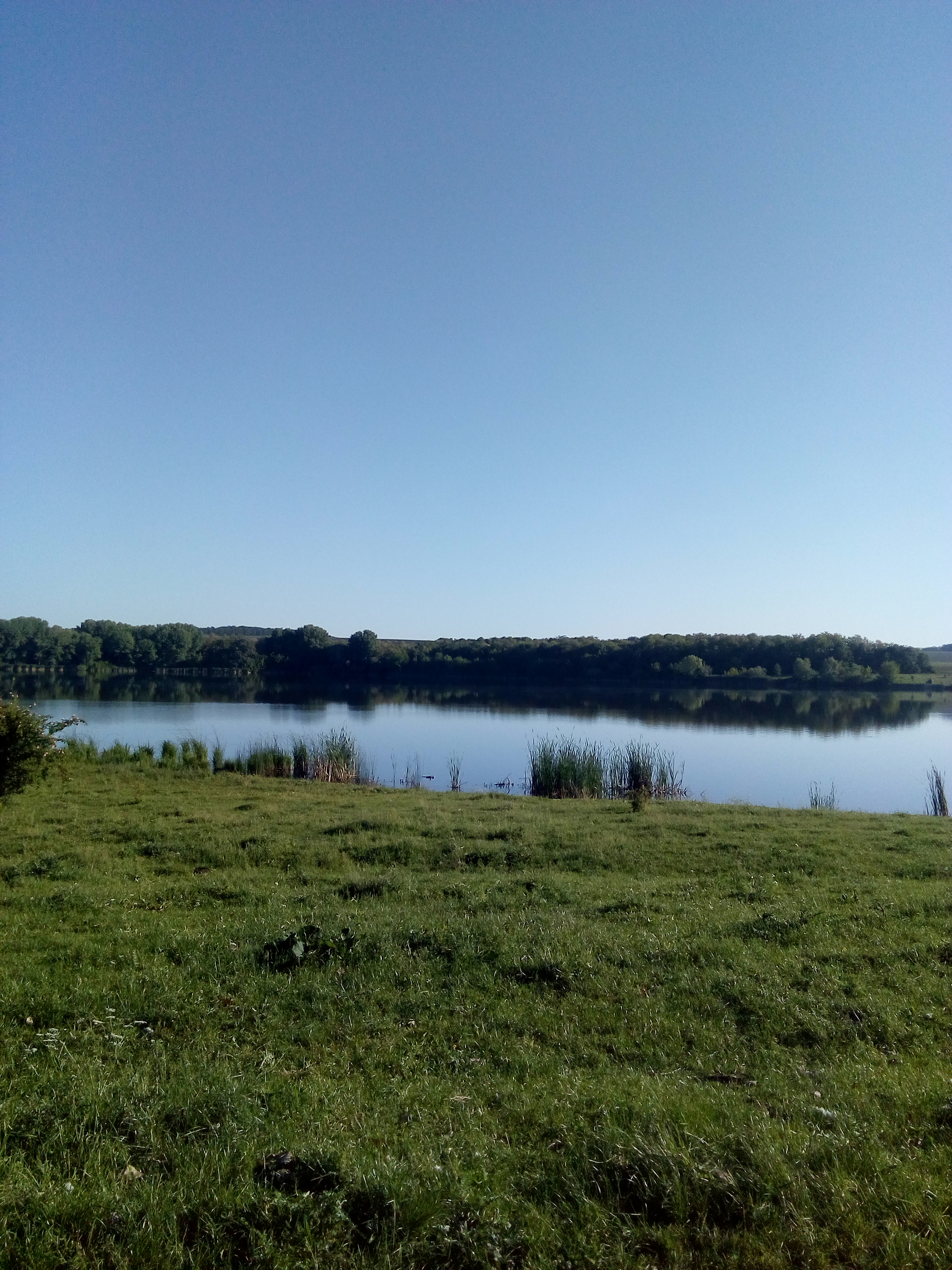